# انسحاب غشاء الطبل
تحدث حالة انسحاب غشاء الطبل عندما ينكمش غشاء الطبل من مكانه الطبيعي باتجاه الأذن الداخلية. يتألف غشاء الطبل من قسمين: الغشاء الرخو، والغشاء المشدود، وقد ينسحب أي من هذين الجزئين أو كلاهما معاً للداخل. يعد انسحاب غشاء الطبل شائعًا نسبيًا، وقد لوحظ حدوثه عند ربع أطفال المدارس في بريطانيا، وقد تحدث هذه الحالة عند البالغين أيضًا.
وضعت عدة تصنيفات لانسحاب غشاء الطبل، ولكن دقة هذه التصنيفات واستخدامها السريري محدود للغاية.

## الأعراض
لا تسبب غالبية حالات انسحاب غشاء الطبل أي أعراض، ولكنها قد تتسبب فقدان السمع أحيانًا بسبب الحد من الاهتزازات التي تسببها الأمواج الصوتية في غشاء الطبل، ويمكن أن يحدث نقص سمع توصيلي دائم بسبب تآكل العظيمات السمعية، وإذا حدث نز دموي أو قيحي من الأذن فإن ذلك يشير إلى أن انسحاب غشاء الطبل قد تطور إلى ورم صفراوي.

## آلية حدوث المرض
يجب أن تتوفر ثلاثة عوامل حتى تحدث حالة انسحاب غشاء الطبل:
- ضغط سلبي ضمن الأذن الوسطى.
- ضعف في غشاء الطبل.
- زيادة مساحة سطح غشاء الطبل.

### ضغط سلبي في الأذن الوسطى
عندما يكون الضغط داخل الأذن الوسطى أقل من الضغط الجوي، يمكن أن يحدث انسحاب غشاء الطبل باتجاه الداخل، وقد يكون هذا بسبب اختلاف الضغط على طرفي الغشاء، أو عدم كفاية نفير أوستاش، أو مزيج من عدة عوامل مجتمعة.

### ضعف غشاء الطبل
تدعم الطبقة الوسطى من الغشاء المشدود لطبلة الأذن بألياف من الكولاجين، وتكون هذه الطبقة أضعف في الربع العلوي الوحشي أو عند حدوث انثقاب سابق في غشاء الطبل أو عند وضع أنابيب تهوية عبر غشاء الطبل، ما يجعل الغشاء عرضة للانسحاب في هذه الأماكن أيضًا، كما أن الغشاء الرخو يكون عرضة للتراجع أيضًا لأنه لا يحتوي على طبقة داعمة من ألياف الكولاجين.

### زيادة مساحة سطح غشاء الطبل
تُصنع خلايا جلدية جديدة باستمرار في كل أنحاء الجسم لتحل محل خلايا الجلد القديمة التي تجف وتتقشر، لكن نمو خلايا جديدة على سطح غشاء الطبل أمر غير معتاد لأن الخلايا الجديدة تهاجر من سطح الغشاء وتتحرك على طول قناة الأذن باتجاه الخارج، ولكن إذا حدث أي سبب يمنع هجرة الخلايا باتجاه الخارج تستمر الخلايا الجديدة في النمو ويصبح سطح طبلة الأذن أكبر. يمكن أن تؤدي عملية التكاثر والهجرة هذه إلى زيادة مساحة غشاء الطبل وانسحابها باتجاه داخل الأذن.

## تطور الحالة
تظل غالبية حالات انسحاب غشاء الطبل مستقرة لفترات طويلة من الزمن، أو قد تتراجع تلقائيًا ويعود غشاء الطبل طبيعيًا مرة أخرى. ولكن بعض حالات انسحاب غشاء الطبل تكون معقدة ولا تتراجع تلقائيًا، فقد يلتصق الجزء المنسحب بهياكل أخرى داخل الأذن الوسطى. تستمر بعض حالات الانسحاب في التطور، وتتحرك بشكل أعمق داخل الأذن، ويمكن أن يؤدي هذا إلى تآكل العظام وتشكيل الورم الصفراوي. تميل حالات الانسحاب العميق غير العرضية إلى أن تظل مستقرة عند البالغين، ولكن هناك اختلاف كبير في تطور الحالة بين الأطفال والبالغين، إذ أنَّ احتمال التعافي التلقائي عند الأطفال أكبر، ولا توجد وسيلة سريرية بسيطة لتحديد الحالات التي ستتدهور من تلك التي ستشفى تلقائيًا، ولا يمكن التفريق بين حالات انسحاب غشاء الطبل التي ستتراجع وبين الحالات التي ستتحول لورم صفراوي.

## تآكل العظام
الأذن الوسطى مساحة محدودة وضيقة جدًا، ولذلك فإن أي انسحاب ولو كان بسيطًا في غشاء الطبل يمكن أن يلامس العظيمات السمعية داخل الأذن الوسطى، وقد يلتصق الغشاء بهذه العظيمات، ويؤدي هذا الاتصال إلى تآكل العظام بشكلٍ تدريجي، وقد يصل هذا التآكل أحياناً إلى العظام الخارجية المحيطة بالأذن.

### احتباس الكيراتين
عندما تموت خلايا الجلد فإنها تشكل قشرة من البروتين الجاف الذي يُسمى الكيراتين، وعادة ما تُدفع هذه الطبقة من الكيراتين إلى خارج الأذن عن طريق هجرة خلايا الجلد على طول قناة الأذن وتتحول إلى مادة شمعية. يمكن أن تتوقف عملية إزالة الكيراتين إذا حدث انسحاب لغشاء الطبل، ما يؤدي لتراكم الكيراتين داخل الجيب الذي سبَّبه انسحاب غشاء الطبل، وعندما يصبح الكيراتين محصورًا بعمق داخل الأذن ولا يمكن تنظيفه، يُعرف باسم الورم الصفراوي. يؤدي نمو البكتيريا في الكيراتين المتجمع إلى إفرازات كريهة الرائحة من الأذن ويمكن أن تنتشر لتسبب عدوى خطيرة.

## العلاج
يمكن استخدام استراتيجيات مختلفة لعلاج انسحاب غشاء الطبل، بهدف منع أو تخفيف فقدان السمع والحيلولة دون تكون الورم الصفراوي.

### المراقبة
قد تبقى الجيوب التي سببها الانكماش مستقرة أو قد تتراجع تلقائيًا، ولذلك يبدو من المناسب مراقبتها لفترة من الوقت قبل التفكير باللجوء لأي علاج.

### زيادة الضغط داخل الأذن الوسطى
تزيد مناورة فالسالفا من الضغط داخل الأذن الوسطى ويمكن أن تدفع غشاء الطبل المنسحب باتجاه الخارج (إذا لم تكن ملتصقة بهياكل الأذن الوسطى)، وقد يتحسن السمع نتيجة لذلك، لكنها مناورة مؤلمة أحيانًا، وعادة ما تكون الفوائد مؤقتة فقط. يمكن زيادة الضغط داخل الأذن الوسطى باستخدام عدد من الأجهزة الطبية.

### أنابيب التهوية
يمكن وضع أنبوب تهوية (يُعرف أيضًا باسم أنبوب فغر الطبلة) عبر غشاء الطبل لمعادلة ضغط الأذن الوسطى، وعلى الرغم من أن هذا الإجراء قد يكون فعالًا، إلا أن الأبحاث لم تظهر بعد فيما إذا كان يقدم نتائج أفضل من المراقبة، مع الإشارة إلى أن هذا الإجراء قد يسبب مزيدًا من الضعف أو حتى انثقاب في غشاء الطبل.

### العلاجات الأنفية
تهدف هذه العلاجات إلى تحسين وظيفة نفير أوستاش. يمكن أن يؤدي استئصال اللحميات إلى تحسين وظيفة الأذن الوسطى. ويمكن أن تقلل بخاخات الستيروئيدات الأنفية من حجم النسيج اللمفاوي، ولكن من غير المعروف ما إذا كانت هذه العلاجات تغير من انسحاب غشاء الطبل.

### العلاج الجراحي
دعا بعض الأطباء لاستئصال الجزء المنسحب من غشاء الطبل، مع أو بدون وضع أنبوب تهوية. يمكن أن يؤدي التئام هذه المنطقة إلى عودة غشاء الطبل لوضعه الطبيعي، وتجري أبحاث حاليًا لتجريب استخدام الليزر بدل الجراحة التقليدية في هذا المجال.